# Курт Далюге
Курт Далюґе (нім. Kurt Daluege; нар. 15 вересня 1897, Краузбург, Верхня Сілезія — пом. 10 жовтня 1946, Прага) — німецький політичний та державний діяч часів Третього Рейху, начальник поліції порядку, в. о. імперського протектора Богемії і Моравії (1942–1943). Один з перших членів НСДАП та СС (з липня 1928). Оберстгрупенфюрер СС та генерал-полковник поліції (1942). Після Другої світової війни страчений за воєнні злочини.

## Життєпис
Син чиновника. Здобув освіту в реальній гімназії та Вищій технічній школі в Берліні-Шарлоттенбурзі в 1924 році. Працював у видобувній промисловості, технічному і торговому відділах Імперського міністерства сільського господарства, на будівництві каналів і залізниць. У 1916 році вступив добровольцем в 7-й гвардійський полк. Учасник Першої світовій війні. Був важко поранений в голову. У 1918 був демобілізований в чині віце-фельдфебеля. У 1919 року входив в одну з організацій фрайкору — групу Россбаха. У 1921 році в складі фрайкору брав участь в придушенні польських повстань у Верхній Сілезії. Пізніше перебрався до Берліна, де працював інженером берлінського управління з вивезення сміття. На початку 1923 року вступив у НСДАП. Під час «Пивного путчу» був представником Адольфа Гітлера в Берліні. Тут під його командуванням було штурмовий загін в 30 чоловік з-поміж колишніх фрайкоровцев і хуліганів елементів, які повинні були охороняти фюрера під час його поїздок до столиці. Після заборони НСДАП в грудні 1923 року вступив у створений Ернстом Ремом Підпільний фронт.
В 1924/27 роках працював інженером в Берліні. У початку 1926 року чисельність штурмовиків Далюге склала 500 осіб, що перевищило чисельність місцевої організації НСДАП. 12 березня 1926 року повторно вступив в НСДАП (квиток № 31 981). Потім перейшов у СС, а навесні 1929 року була призначений шефом берлінських охоронних загонів, відразу ж зайнявши незалежну позицію щодо Гіммлера.
Виконуючи доручення Гітлера, організував спостереження за штабом штурмовиків. Крім того, цінну інформацію передавав йому старий приятель Герберт Пакебуш. Після того, як штурмовики відмовилися охороняти Геббельса, виставив пости есесівців, однак зі своїм завданням вони не впоралися, і Геббельсу для упокорення збунтувалися штурмовиків довелося викликати поліцію.
1 квітня 1931 року попередив Рема про підготовлюваний заколот штурмовиків: «Я тільки що отримав повідомлення від ад'ютанта одного з штандартенфюрера СА, що цієї ночі з дванадцяти до трьох годин ранку проходило закриту нараду берлінського керівництва штурмовиків під головуванням группенфюрера СА Яна. На ньому йшла розмова про майбутній зсуві Штеннеса, про який повинен оголосити Гітлер сьогодні пополудні на засіданні в Веймарі. Цей наказ Гітлера виконаний не буде, про що заявили всі присутні на нараді, висловившись на підтримку Штеннеса.»
Після придушення заколоту отримав лист подяки від Гітлера, одна з фраз якого: «Есесівець, твоя честь означає вірність!», — стала прообразом для девізу СС «Моя честь називається вірність».
З 30 січня 1933 року — міністерський директор і керівник відділу поліції в Міністерстві внутрішніх справ Пруссії. З 13 вересня 1933 року — начальник земельної поліції Пруссії. 12 листопада 1933 обраний депутатом рейхстагу від Східного Берліна.
Після приходу НСДАП до влади, будучи протеже Герінга, 5 травня 1933 року призначений урядовим комісаром з особливих доручень, а 15 вересня 1933 призначений прусським державним радником і отримав чин генерал-лейтенанта поліції. З 11 травня 1934 року — керівник відділу поліції Імперського міністерства внутрішніх справ. Після створення Головного управління поліції порядку, у віданні якого було зосереджено керівництво охоронної поліцією, місцевою поліцією і жандармерією, 26 червня 1936 року Далюге був призначений начальником Головного управління поліції порядку. Одночасно обіймав посаду імперського уповноваженого і статс-секретаря уряду Пруссії.
Під час Другої світової війни Далюґе особисто забезпечував охорону Гітлера та інших керівників НСДАП. Після вбивства Рейнгарда Гейдріха в 1942 році Далюґе був призначений рейхспротектором Богемії і Моравії, одночасно зберігши інші пости. На посаді протектора він, зокрема, провів операцію відплати за вбивство Гейдріха, частиною якої став розстріл на місці 173 з 494 жителів чеського селища Лідице. В ході каральних акцій протягом декількох днів було заарештовано близько 15 тис. Чоловік, 700 з них розстріляні.
У травні 1943 року Далюґе переніс інфаркт міокарда, що важко відбилося на його здоров'ї. У серпні того ж року він був звільнений від усіх посад і до кінця війни жив у своєму маєтку.
1 липня 1945 року заарештований американськими військами в Любеку, утримувався у в'язниці в Нюрнберзі. 30 січня 1946 року Далюґе був екстрадований до Чехословаччини. У жовтні 1946 року Народним судом Чехословацької республіки в Празі був звинувачений у військових злочинах і засуджений до смертної кари. 23 жовтня 1946 року повішений на подвір'ї празької в'язниці Панкрац.

## Нагороди оберстгруппенфюрера СС Далюге
Військова кар'єра
- 25 липня 1930 — СС оберфюрер
- 1 липня 1932 — СС групенфюрер
- 9 вересня 1934 — СС обергрупенфюрер
- 20 квітня 1935 — генерал-лейтенант поліції
- 17 червня 1936 — генерал поліції
- 20 квітня 1942 — СС оберстгрупенфюрер та генерал-полковник поліції

### Перша світова війна
- Залізний хрест 2-го класу
- Чорний нагрудний знак «За поранення»

### Міжвоєнний період
- Знак підпільного фронту (1922)
- Кільце «Мертва голова» (24 грудня 1933)
- Золотий партійний знак НСДАП (1 лютого 1934)
- Почесна шпага рейхсфюрера СС (15 вересня 1935)
- Цивільний знак СС (№ 1 119)
- Почесний кут старих бійців
- Почесний кинджал СС
- Йольський свічник (16 грудня 1935)
- Золотий почесний знак гау Великий Берлін (1936)
- Німецький Олімпійський знак 1-го класу (29 жовтня 1936)
- Почесний партійний знак «Нюрнберг 1929»
- Знак учасника зльоту СА в Брауншвейзі 1931
- Орден Корони Італії
  - Великий офіцерський хрест (20 квітня 1937)
  - Кавалер Великого Хреста (18 жовтня 1938)
- Орден Святих Маврикія та Лазаря, великий офіцерський хрест
- Почесний хрест ветерана війни з мечами (серпень 1937)
- Почесний знак «За пожежну службу» 2-го ступеня
- Почесний знак Німецького Червоного Хреста 1-го ступеня (30 січня 1938)
- Медаль «За вислугу років у поліції» 3-го, 2-го і 1-го ступеня (25 років)
- Медаль «У пам'ять 13 березня 1938 року» (21 листопада 1938)
- Медаль «У пам'ять 1 жовтня 1938» (4 травня 1939)
- Данцизький хрест 2-го класу (31 серпня 1939)

### Друга світова війна
- Застібка «Празький град» до медалі «У пам'ять 1 жовтня 1938» (26 жовтня 1939)
- Медаль «У пам'ять 22 березня 1939 року» (21 листопада 1939)
- Медаль «За вислугу років у НСДАП»
  - в бронзі (10 років) (30 січня 1940)
  - в сріблі (15 років) (1942)
- Медаль «За вислугу років у СС» 4-го, 3-го і 2-го класу (12 років)
- Хрест Воєнних заслуг
  - 2-го класу з мечами (30 січня 1941)
  - 1-го класу з мечами (20 квітня 1941)
- Орден Заслуг німецького орла, великий хрест в золоті
- Орден Зірки Румунії, великий офіцерський хрест з мечами (22 червня 1942)
- Німецький хрест в сріблі (10 вересня 1942)
- Орден Хреста Перемоги 1-го класу (Словаччина) (28 липня 1943)
- Лицарський хрест Хреста Воєнних заслуг з мечами (7 вересня 1943)

## Галерея

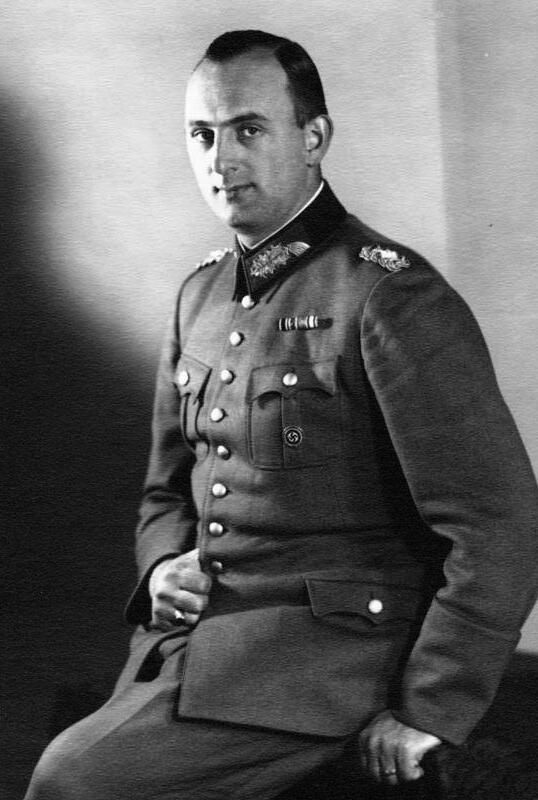
Генерал земельної поліції Пруссії Далюґе (1933).
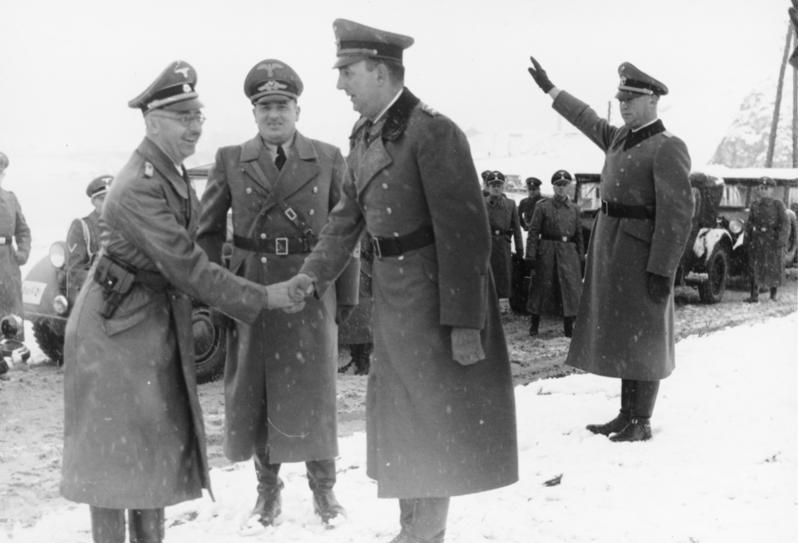
Далюґе (праворуч) тисне руку Генріху Гіммлеру (Краків, 1939).
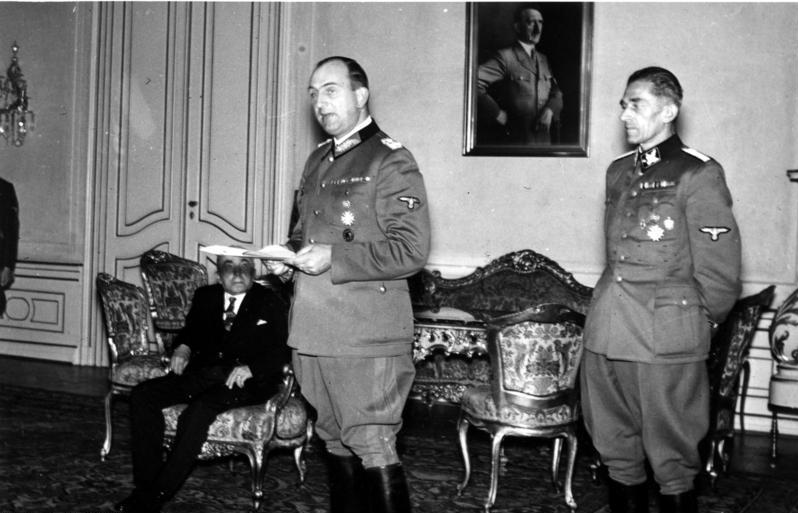
Далюґе (ліворуч) і Карл Герман Франк (Прага, вересень 1942).
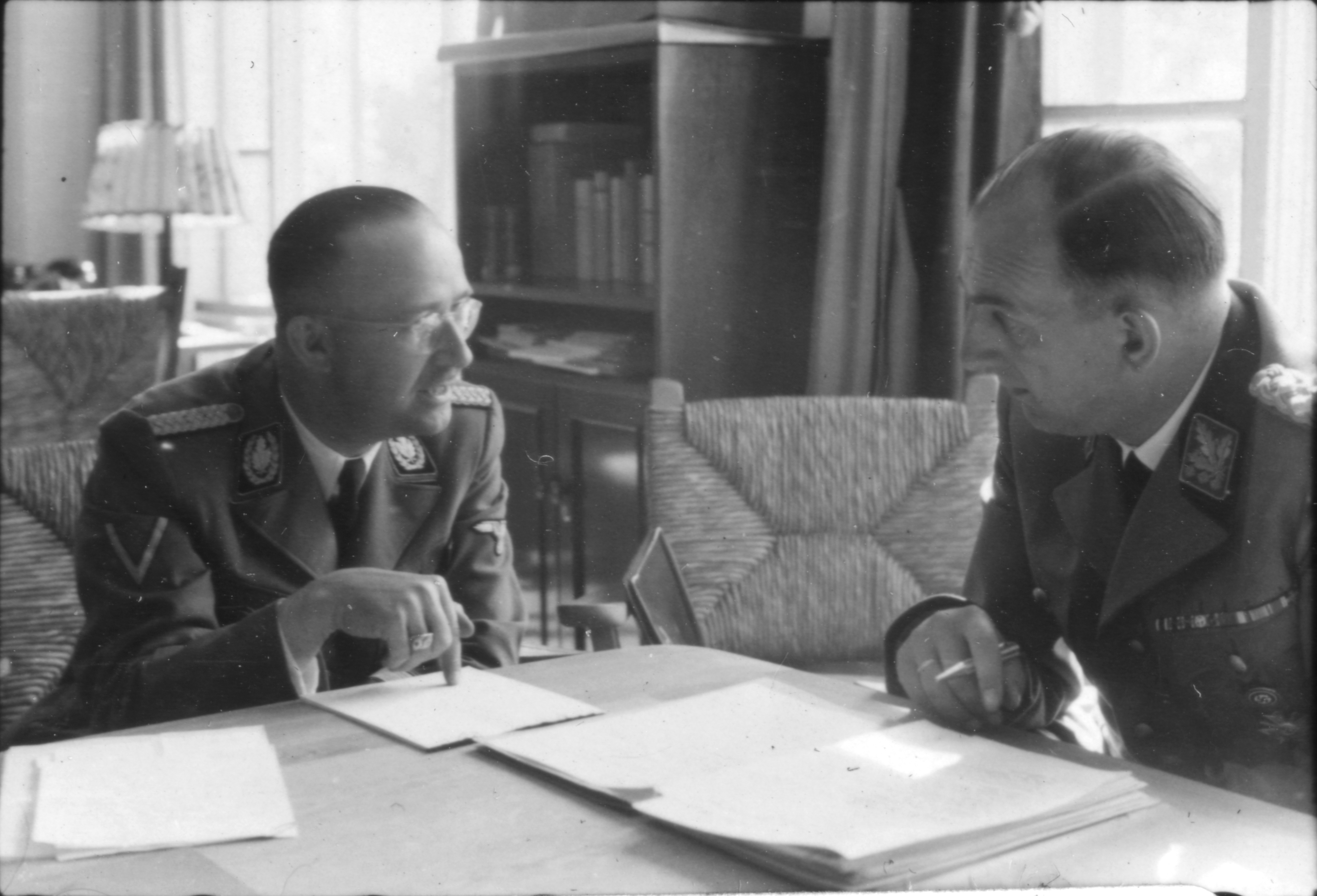
Далюґе (праворуч) на нараді з Генріхом Гіммлером (1943).